# Ichihara Seiki
Ichihara Seiki (市原 聖曠) là một cầu thủ bóng đá nữ người Nhật Bản.
Ichihara Seiki đã dẫn dắt Đội tuyển bóng đá nữ quốc gia Nhật Bản từ 1981.